# Gaiobomar

Mapa Dácie a Porolissa, kde byl Gaiobomar zavražděn

Gaiobomar (2. století? – 215?) byl král germánského kmene Kvádů, který byl zavražděn na příkaz římského císaře Caracally
Druhé a třetí století bylo relativním obdobím klidu mezi Kvády a Římany, pouze v letech 212 a 215 provedli Kvádové malou invazi do Panonie. Římané svou politikou ovlivňování germánských kmenů se v tomto období stali pro Kvády autoritami. V tomto období kvádští poddaní spolu se skupinou velmožů obvinili nějakého barbarského vládce z trestného činu a žádali Římany o jeho potrestání. Kvádský král se měl jmenovat Gaiobomar. Římský historik Cassius Dio napsal, že Gaiobomar pravděpodobně donutil k sebevraždě několik členů jeho královského doprovodu. Na příkaz císaře Caracally se měl Gaiobomar dostavit patrně do Porolissa v severozápadní Dácii. Historické prameny neuvadějí, zda se Gaiobomar dostal do Porolissa při své výpravě či byl zajat svými poddanými a do Porolissa dopraven jako zajatec. V Porolissu byl na příkaz Caracally zavražděn.